# Coupe de France féminine de handball 1991-1992
Navigation
1989-1990 1992-1993
La coupe de France 1991-1992 est la 5e édition de la coupe de France féminine de handball.
Le tenant du titre est l'ASPTT Metz-Marly, vainqueur en 1989-1990 de l'USM Gagny (pas de coupe de France de 1990-1991).
L'USM Gagny 93, également champion de France, remporte son 2e titre en battant en finale l'ASPTT Metz-Marly.

## Résultats

### Quarts de finale
Les quarts de finale dont eu lieu les 4 et 5 janvier 1992 :
- UMS Pontault-Combault - USM Gagny 93
- ECAB ASPOM Bègles - CSL Dijon
- A.L. Bouillargues - ASPTT Metz-Marly
- Stade français Issy-les-Moulineaux - ASU Lyon Vaulx-en-Velin

Les résultats ne sont pas connus.

### Demi-finales
Les demi-finales ont eu lieu les 23 ou 24 mai (aller) et 30 ou 31 mai 1992 (retour). 
| Équipe 1                 | Score | Équipe 2         | Aller | Retour |
| ------------------------ | ----- | ---------------- | ----- | ------ |
| CSL Dijon                | ? – ? | USM Gagny 93     | ? – ? | ? – ?  |
| ASUL Lyon Vaulx-en-Velin | ? – ? | ASPTT Metz-Marly | ? – ? | ? – ?  |

Les résultats ne sont pas connus.

### Finale
| Équipe 1         | Score   | Équipe 2     | Aller           | Retour          |
| ---------------- | ------- | ------------ | --------------- | --------------- |
| ASPTT Metz-Marly | 46 – 47 | USM Gagny 93 | 25 – 25 (12-15) | 21 – 22 (11-12) |

Finale aller (à Metz)
- ASPTT Metz-Marly (25) : Corinne Krumbholz (3), Fabienne Djitli (3), Zita Galić (7), Sophie Hugard (6), Sophie Remiatte (2), Isabelle Wendling (1), Stéphanie Moreau (3).
- USM Gagny 93 (25) : Sandra Erndt (4), Mézuela Servier (9), Valérie Sartorio (8), Christelle Marchand (3), Isabelle Alexandre (1).

Finale retour (à Gagny)
- USM Gagny 93 (22) : Carolle Démocrite (2), Sandra Erndt (5), Mézuela Servier (7), Valérie Sartorio (2), Christelle Marchand (5), Isabelle Alexandre (1).
- ASPTT Metz-Marly (21) : Corinne Krumbholz (4), Fabienne Djitli (4), Zita Galić (10), Sophie Hugard (2), Stéphanie Moreau (1).

## Vainqueur
| Vainqueur de la Coupe de France 1991-1992 USM Gagny 93 2e victoire |